# H II-region

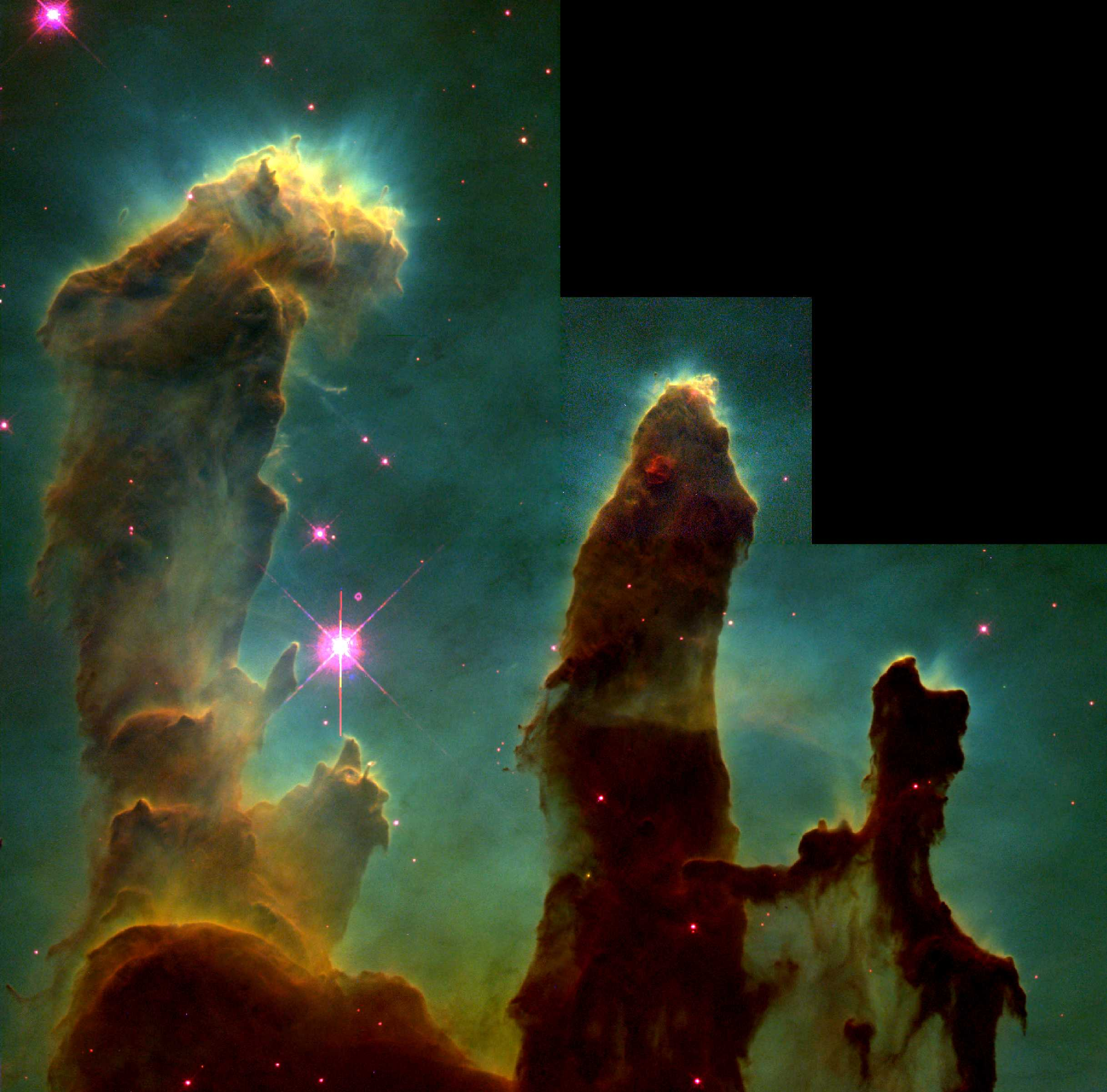
Mörka regioner med stjärnbildning i Örnnebulosan

En H II-region är ett interstellärt moln av glödande gas och plasma, ibland flera hundra ljusår tvärs över, i vilket stjärnbildning äger rum. Unga, heta, blåa stjärnor som har bildats ur gasen avger kopiösa mängder ultraviolett ljus, vilket joniserar nebulosan som omger dem.
H II-regioner kan ge upphov till tusentals stjärnor över en tidrymd på flera miljoner år. Efter hand kommer supernovaexplosioner och kraftiga stjärnvindar från de massivaste stjärnorna i den ursprungliga stjärnhopen att sprida ut gaserna i H II-regionen och efterlämna en hop som Plejaderna. På så vis återgår också material till det interstellära mediet, som därmed anrikas på tyngre atomkärnor.
H II-regioner är uppkallade efter de stora mängder av joniserade väteatomer som de innehåller. För astronomer är det H II till skillnad från H I-regioner, som står för neutralt atomiskt väte och H2 som är molekylärt väte. H II-regioner kan iakttas ut till avsevärda avstånd i universum och studiet av extragalaktiska H II-regioner är av vikt för att bestämma avstånd till och kemisk sammansättning hos andra galaxer.
Hur stjärnbildning går till i mer detaljerad skala kastar nya observationer (2007), gjorda av M. Gålfalk och G. Olofsson vid Stockholms observatorium, nytt ljus över. De har tagit den mest detaljerade bilden hittills av Barnard 335 (B335) och jämfört med bilder tagna för 9 och 15 år sedan. B335 är ett välkänt men litet mörkt interstellärt moln, en så kallad globul, som ligger i stjärnbilden Örnen och bildar bara en eller några få stjärnor i sitt centrum. Olika typer av chockvåger har identifierats, däribland sex stycken så kallade Herbig-Haro-objekt.